# La Gazette de Moscou
La Gazette de Moscou (en russe : Московские Ведомости) est un journal russe paru à Moscou de 1756 à 1917. 
La Gazette de Moscou est le premier journal non gouvernemental de l'empire russe. Elle a été fondée en 1756 par l'université Lomonosov de Moscou. Jusqu'en 1842, elle paraissait deux fois par semaine, puis trois fois par semaine et enfin, à partir de 1859, quotidiennement. Elle est restée subordonnée à l'université jusqu'en 1909. 
Vers le milieu du XIXe siècle, elle était considérée comme le journal le plus important de Russie. Elle contenait à l'origine des rapports sur la politique intérieure et étrangère tsariste, ainsi que des articles sur la littérature, l'art et les sciences. 
À partir de 1863, le journal est édité par Mikhaïl Katkov et Pavel Leontiev et dès lors, il adopte une orientation conservatrice et réactionnaire en opposition avec les cercles plus progressistes. Depuis lors, il a œuvré comme l'organe de presse de la noblesse et du clergé et a représenté les intérêts de la maison impériale. Plus tard, il a même offert une plate-forme au groupe paramilitaire des soi-disant Cent-Noirs. Ceux-ci ont terrorisé la population juive et d'autres minorités. L'un des employés du journal était le compositeur et amateur de musique folklorique juive russe Joel Engel. 
À partir de 1905, La Gazette de Moscou était principalement devenue le porte-parole du parti monarchiste de Russie. Après la révolution d'Octobre (25 octobre 1917 (7 novembre dans le calendrier grégorien)), elle a cessé de paraître. 